# جوني إيغان
جوني إيغان (بالإنجليزية: Johnny Egan)‏ مواليد 31 يناير 1939 في هارتفورد، هو مدرب كرة سلة أمريكي ولاعب سابق. بدأ مسيرته الاحترافية في سنة 1961. تم اختياره من قبل فريق ديترويت بيستونز خلال الدرافت. بلغ طوله 5 قدم 11 بوصة (1.8 م). اعتزل اللعب في 1972. أحرز خلال مسيرته في الإن بي إيه 5521 نقطة بمعدل 7.8 نقاط في المباراة الواحدة.

## المسيرة الاحترافية
لعب مع ديترويت بيستونز من سنة 1961 إلى 1964، ثم لعب مع نيويورك نيكس من سنة 1963 إلى 1966، ثم لعب مع واشنطن ويزاردز من سنة 1965 إلى 1968، ثم لعب مع لوس أنجلوس ليكرز من سنة 1968 إلى 1970، ثم لعب مع كليفلاند كافالييرز في سنة 1970، ثم لعب مع هيوستن روكتس من سنة 1970 إلى 1972.

## إحصائيات المسيرة
| الفريق       | السنة   | G   | W   | L   | W–L% | النهاية | PG | PW | PL | PW–L% | النتيجة                  |
| ------------ | ------- | --- | --- | --- | ---- | ------- | -- | -- | -- | ----- | ------------------------ |
| هيوستن روكتس | 1972–73 | 35  | 16  | 19  | .457 | 3       | –  | –  | –  | –     | غاب عن الأدوار الإقصائية |
| هيوستن روكتس | 1973–74 | 82  | 32  | 50  | .390 | 3       | –  | –  | –  | –     | غاب عن الأدوار الإقصائية |
| هيوستن روكتس | 1974–75 | 82  | 41  | 41  | .500 | 2       | 8  | 3  | 5  | .375  | خسر في الجولة الأولى     |
| هيوستن روكتس | 1975–76 | 82  | 40  | 42  | .488 | 3       | –  | –  | –  | –     | غاب عن الأدوار الإقصائية |
| المسيرة      | المسيرة | 281 | 129 | 152 | .459 |         | 8  | 3  | 5  | .375  |                          |

## روابط خارجية
- جوني إيغان على موقع إن بي أي (الإنجليزية)
- جوني إيغان على موقع سبورتس رفرنس (الإنجليزية)
- جوني إيغان على موقع كلية كرة السلة في سبورتس رفرنس.كوم (الإنجليزية)
- جوني إيغان على موقع ريلجم (الإنجليزية)
- جوني إيغان على موقع سبورتس رفرنس (الإنجليزية)